# ワーディー・ゲディード県
ワーディー・ゲディード県（ワーディー・ゲディードけん、アラビア語: محافظة الوادي الجديد, New Valley Governorate）は、エジプトの県。面積376,505km²、人口187,256人。県都はハルガ（カルガ）。現知事は、マフムード・ムハンマド・アハマド・ハリーファ（2013年6月-）。

## 地理
西部でリビアに、南部でスーダンに接する。エジプト南西部の広大な地域に広がり、エジプトの全面積の3分の1を占める。アフリカ大陸でもっとも大きな県であるが、県のほぼ全域が砂漠である。エジプトでは南シナイ県についで二番目に人口が少なく、人口密度は最も低い。

## 隣接する県
- マトルーフ県
- ギーザ県
- ミニヤー県
- アシュート県
- ソハーグ県
- ケナ県
- ルクソール県
- アスワン県
- 北部州 (スーダン)
- クフラ県
- アル・ワーハート県

## 産業
ナツメヤシをはじめとする農業や観光で生計を立てている。

## 住民
ハルガ、ダクラ、ファラーフラ、en:Baris, Egyptといったいくつかのオアシスにわずかに人が居住する。